# Aspecte gramatical
L'aspecte gramatical és una característica de la conjugació verbal de determinades llengües que lliga l'acció a la temporalitat real, més enllà del temps verbal. La divisió més habitual és entre verbs que tenen un aspecte imperfectiu (acció no acabada) i perfectiu (acció ja acabada). A moltes llengües indoeuropees està fusionat amb el temps, per tant no presenta morfemes específics o un sentit a part d'aquest, mentre que en idiomes com el xinès o l'hebreu és un tret rellevant.

## En català
Els verbs catalans presenten dos aspectes: l'imperfectiu, que correspon als temps simples tret del passat simple, i el perfectiu, per a la resta. Els matisos que en altres llengües s'expressen amb aspectes del verb, en català es transmeten amb perífrasis verbals o verbs modals, com per exemple «començo a estudiar», «acostumava a beure massa» o «continua dormint» per indicar una acció incoativa, reiterativa o continuativa.